# Nhà xuất bản Tri thức
Nhà xuất bản Tri thức là nhà xuất bản Việt Nam thành lập vào tháng 9 năm 2005 trực thuộc Liên hiệp các Hội Khoa học và Kỹ thuật Việt Nam (VUSTA).

## Các tủ sách

### Tủ sách Tinh hoa Tri thức Thế giới
Dự án Tủ sách Tinh hoa Tri thức Thế giới của Nhà xuất bản Tri thức được Đoàn Chủ tịch Hội đồng Trung ương Liên hiệp các Hội Khoa học và Kỹ thuật Việt Nam phê duyệt ngày 14 tháng 10 năm 2005 và nằm dưới sự bảo trợ của Quỹ Văn hóa Phan Châu Trinh.
Tủ sách Tinh hoa Tri thức Thế giới đã dịch và xuất bản một số cuốn sách nổi tiếng thế giới như Bàn về tự do, J. S. Mill (Nguyễn Văn Trọng dịch), Tâm lý học đám đông, Gustave Le Bon (Nguyễn Xuân Khánh dịch), Thế giới như tôi thấy, Albert Einstein (Đinh Bá Annh, Nguyễn Vũ Hảo, Trần Tiễn Cao Đăng dịch).

### Tủ sách Tri thức mới
Một số cuốn nổi bật như Súng, vi trùng và thép: định mệnh của xã hội loài người, Sụp đổ: xã hội loài người đã thất bại và thành công như thế nào? Loài tinh tinh thứ ba, Giải phẫu cái tự ngã và Giải phẫu sự phụ thuộc, Tư duy lại khoa học, Ý tưởng mới từ các kinh tế gia tiền bối

### Tủ sách Việt Nam đương đại
Một số cuốn nổi bật như 5 đường mòn Hồ Chí Minh, Tư duy kinh tế Việt Nam 1975 – 1989 của tác giả Đặng Phong, Những vấn đề giáo dục hiện nay – Quan điểm và giải pháp, nhiều tác giả; Đổi mới ở Việt Nam, nhiều tác giả; 100 năm Đông Kinh Nghĩa thục, nhiều tác giả.

## Nhân sự hiện nay
Giám đốc: Phạm Thị Bích Hồng
Kế toán trưởng: Chu Thị Thuận